# Augustin Léonor Victor du Bosc de Radepont

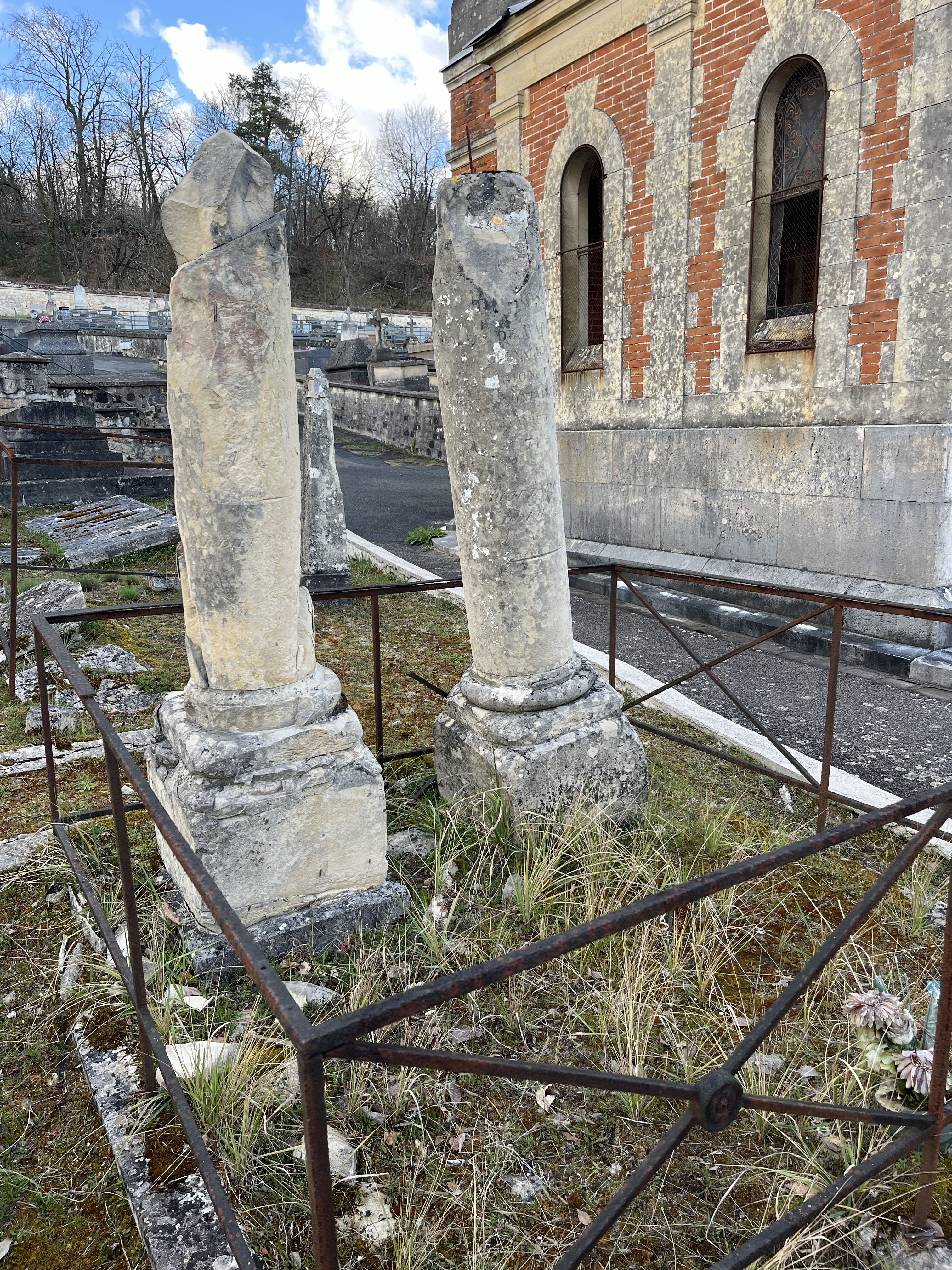
Sépulture (colonne à droite) de Augustin du Bosc de Radepont au cimetière de Fontainebleau.

Augustin Léonor Victor du Bosc, marquis de Radepont, né le 29 mai 1776 à Paris et mort le 16 janvier 1847 à Fontainebleau, est un homme politique français.

## Biographie
Augustin Léonor Victor du Bosc de Radepont est le fils de Léonor du Bosc, marquis de Radepont, ancien officier aux gardes françaises, et de Louise Aglaë d'Espinay Saint-Luc, ainsi que le petit-fils de Léonor du Bosc de Radepont, maire de Rouen. Il épouse en 1802 Gabrielle-Julie de Clermont-Tonnerre, fille du duc Gaspard Paulin de Clermont-Tonnerre. 
Gentilhomme honoraire de la Chambre du roi, le marquis de Radepont est élevé à la pairie le 5 novembre 1827. Il remplit aussi les fonctions de conseiller général dans le département de l'Eure dont il est un des grands propriétaires, et est un des membres de la Légion d'honneur. À la révolution de juillet 1830, il fait partie des pairs de Charles X dont la nomination est annulée.

## Distinctions
- Chevalier de la Légion d'honneur